# Леванте (пляжный футбольный клуб)
«Леванте» — пляжный футбольный клуб, базирующийся в Валенсии, Испания. Основанная в 2013 году, команда является официальным отделением пляжного футбола футбольного клуба «Леванте». Клуб выступает в Чемпионате пляжного футбола Испании (Liga Nacional de Fútbol Playa), Кубке Испании и международных соревнованиях.
Участник Кубка Барселоны 2015 года.

## Достижения
- Чемпионат Испании
  -  Чемпион (2): 2018, 2019
  -  Вице-чемпион (1): 2017
- Кубок Испании
  -  Победитель (1): 2019
  -  Вице-чемпион (2): 2015, 2018
  -  Бронзовый призёр (1): 2017
- Суперкубок Испании
  -  Победитель (1): 2019
- Кубок европейских чемпионов
  -  Бронзовый призёр (1): 2019
- Кубок мировых чемпионов по пляжному футболу
  -  Бронзовый призёр (1): 2019